# جسیکا استفنز
جسیکا استفنز (انگلیسی: Jessica Steffens؛ زادهٔ ۷ آوریل ۱۹۸۷) بازیکن واترپلو اهل ایالات متحده آمریکا است.
وی در مسابقات کشوری و بین‌المللی در مجموع برندهٔ ۴ مدال طلا، ۱ مدال نقره شده‌است.